# 孝北堡站
孝北堡站是位于陕西省铜川市耀州区王家贬乡的一个铁路车站，邮政编码727108。车站建于1973年，有咸铜铁路经过该站，现仅办理货运，不办理客运业务，车站及其上下行区间均未电气化。车站距离咸阳站116公里，隶属西安铁路局，是四等站。